# Brue-Auriac
Brue-Auriac (okzitanisch Brua e Auriac) ist eine französische Gemeinde mit 1456 Einwohnern (Stand 1. Januar 2022) im Département Var in der Region Provence-Alpes-Côte d’Azur. Sie gehört zum Arrondissement Brignoles und zum Kanton Saint-Maximin-la-Sainte-Baume.

## Geographie
Brue-Auriac liegt rund 40 Kilometer östlich von Aix-en-Provence am kleinen Fluss Vallon de Font Taillade, der an der östlichen Gemeindegrenze in den Argens mündet. Nachbargemeinden sind Barjols im Norden, Châteauvert im Osten, Bras im Süden, Seillons-Source-d’Argens im Südwesten und Saint-Martin-de-Pallières im Nordwesten.

## Bevölkerungsentwicklung
| 1962 | 1968 | 1975 | 1982 | 1990 | 1999 | 2006 | 2017 |
| ---- | ---- | ---- | ---- | ---- | ---- | ---- | ---- |
| 396  | 425  | 380  | 429  | 630  | 888  | 1140 | 1376 |